# Granátula de Calatrava
Granátula de Calatrava è un comune spagnolo di 819 abitanti situato nella provincia di Ciudad Real, nella comunità autonoma di Castiglia-La Mancia.